# マルシュ＝アン＝ファメンヌ
マルシュ＝アン＝ファメンヌ（フランス語: Marche-en-Famenne [maʁʃ ɑ̃ famɛn]、ワロン語: Måtche-el-Fåmene [mɑːtʃ ɛl fɑːmɛn]）は、ベルギーのリュクサンブール州にある基礎自治体（コミューン）。北のコンドルシと南のアルデンヌにはさまれたファメンヌ地域の非公式な首都である。
エ (Aye) 、グランビエモン (Grimbiémont) 、アルジモン (Hargimont) 、オローニュ (Hollogne) 、ユマン (Humain) 、リニエール (Lignières) 、マルロワ (Marloie) 、オン (On) 、ロワ (Roy) 、ヴェルデンヌ (Verdenne) 、ワア (Waha) の旧コミューンを含む。

## 歴史
中世初期までマルシュはマルシュット川沿いの寒村に過ぎず、近くのスタヴェロの修道院に従属していた。12世紀にこの辺りがラ・ロシュ伯領となると、ナミュールとリュクサンブールをむすぶ交通の要衝として急速に発展、13世紀に勅許（チャーター）を受けた。世紀の終わりには流行にならい、望楼と本丸をそなえた城郭をめぐらした。閉鎖都市では市場や宗教施設が繁栄した。

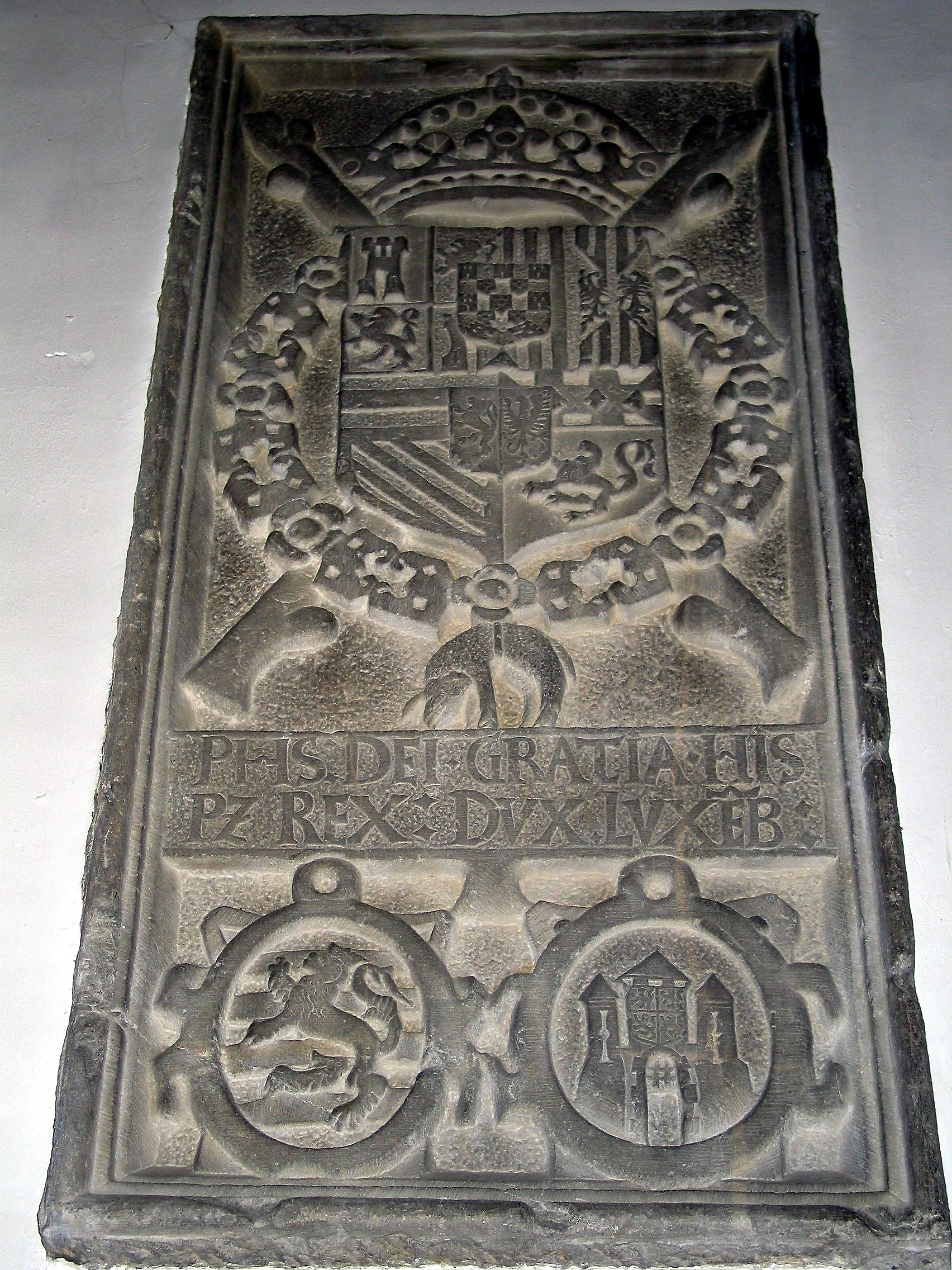
「永久勅令」（1577年勅令）を記念した石碑

1555年にカール5世の子のフェリペ2世が父の帝国を相続すると、北方のネーデルラント17州が蜂起し八十年戦争に発展した。「ヘントの和議」の結果、フェリペ2世の異母弟にあたるドン・フアン・デ・アウストリアが1577年2月に市内で「永久勅令」に調印、スペイン軍は撤退し、信教を除く諸都市の自由が確立された。後に戦闘が再開されると、ドン・フアンはナミュール郊外で亡くなった。
城と城郭はルイ14世治下の17世紀に取り払われた。フランス革命では革命派が市内に進駐し、修道院が閉鎖された。こんにちもマルシュは地域の教育、工業、軍事、観光の中心地であり続けている。

## 名所
- 聖ルマクル教会や旧カルム修道院などの宗教施設がならぶ中心市街地。
- レース博物館やファメンヌ博物館などの博物館群。中世の城郭の一部が残されていたり、18世紀の大勢の工女を悼んでいたりする。

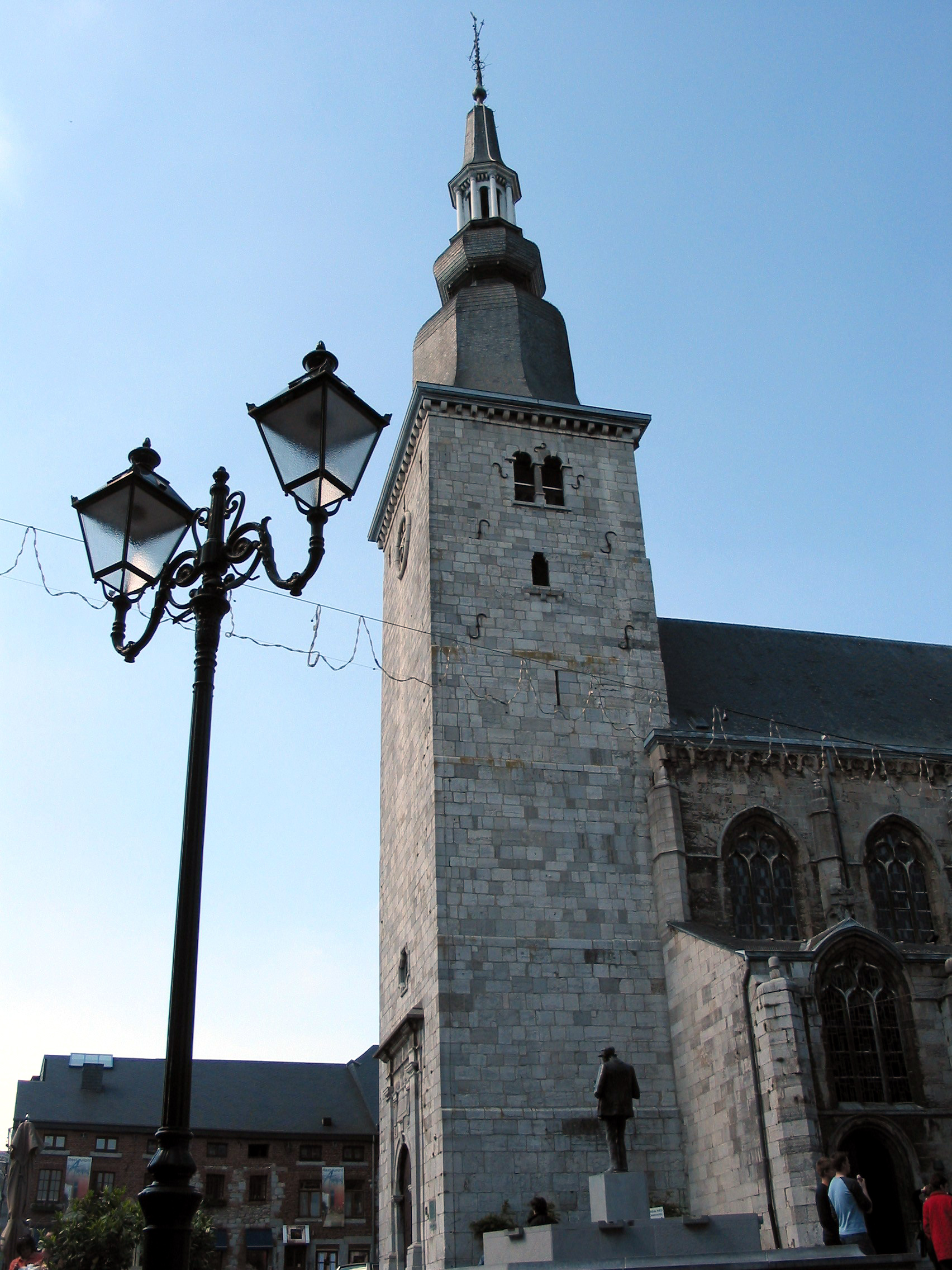
聖ルマクル教会
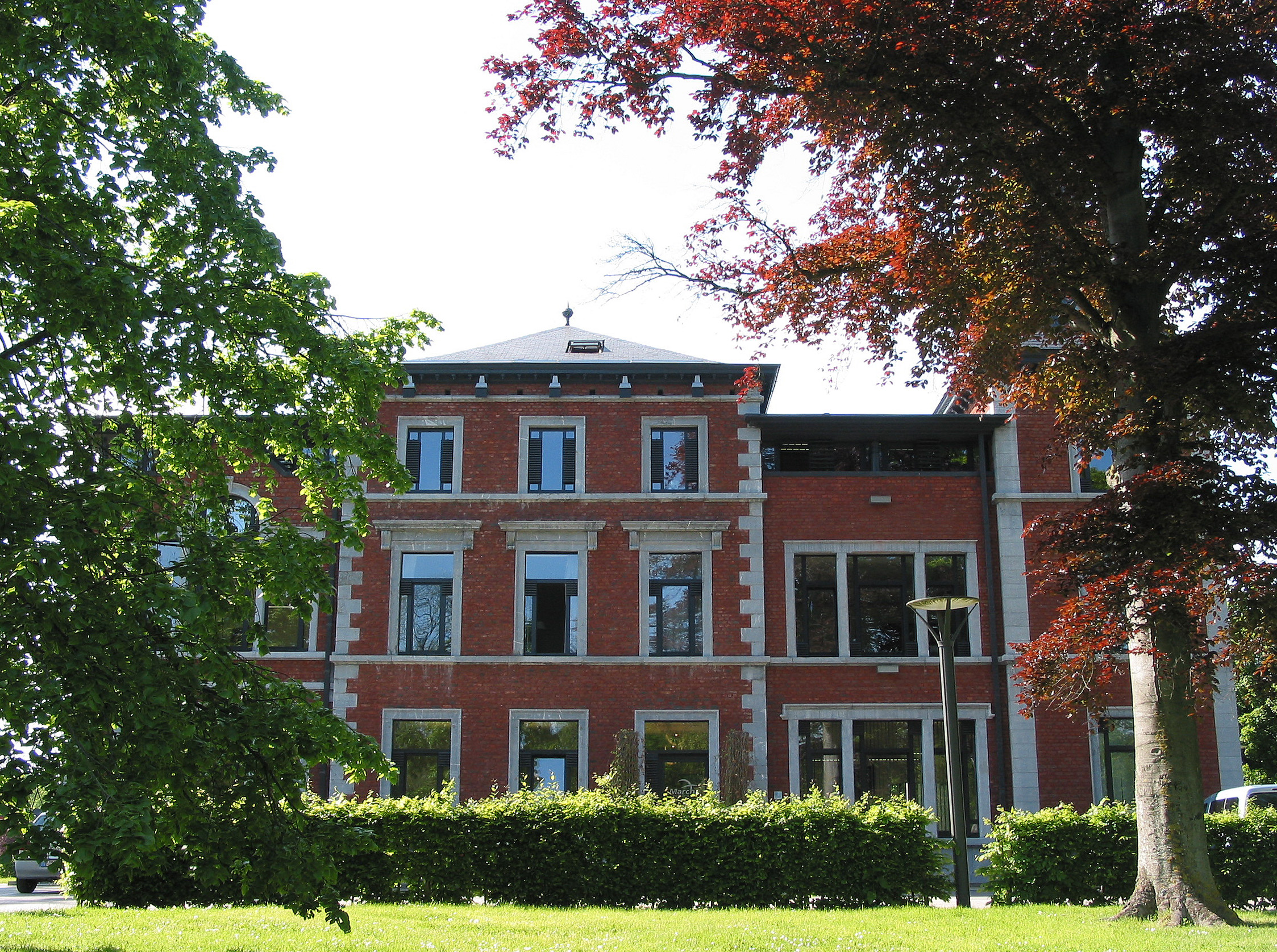
市庁舎
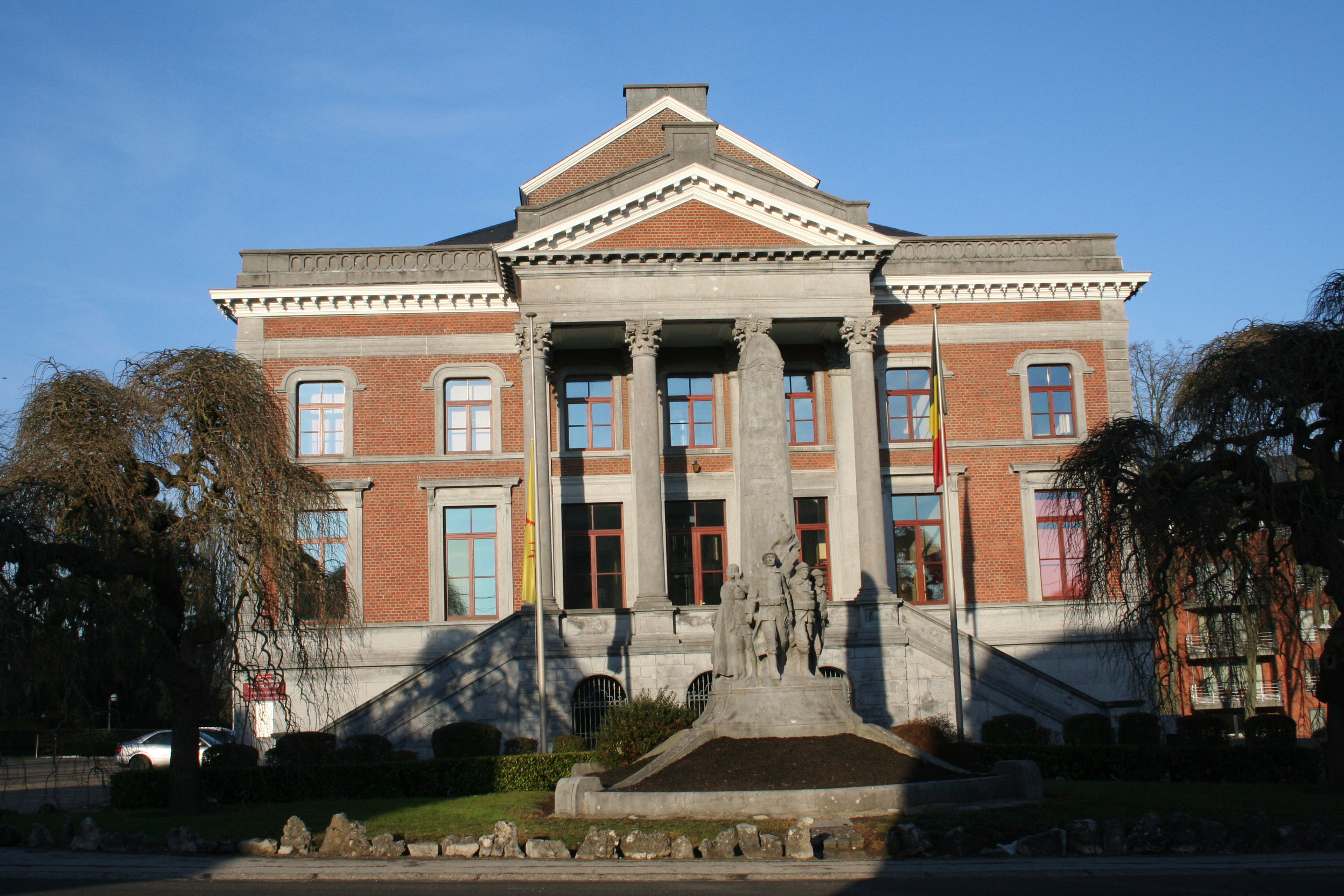
裁判所
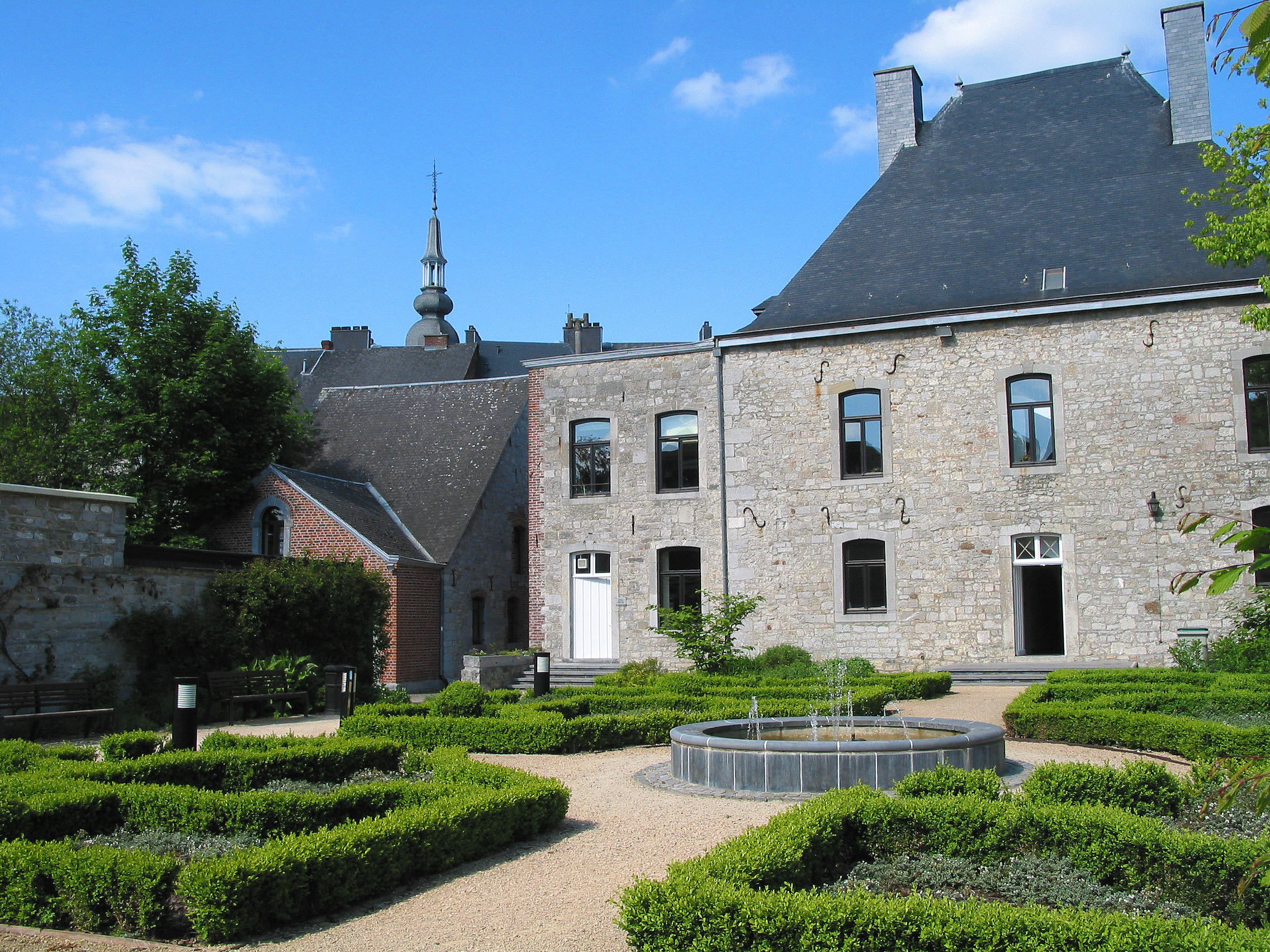
ジャボ公園

## 催し物
毎年2月にグロス・ビエーズというカーニバルが行われる。「獣」をコンセプトにすえていて、市のマスコットの「ギュギュズ」ほか愉快な仲間たちが登場する。
ラ・プロヴィネットと呼ばれるグループがワロンの伝統舞踊を踊っている。

## ゆかりの人物
- ピエール・ベリー - 漫画家
- ジャック・ブルレ - サッカー選手
- アンドレ・ブシャ - 政治家
- アルノー・ブリエ - 芸術家
- ダニー - 漫画家
- フラン・デュポーテ - 画家
- ウィリー・デュウェール - 作家
- ブノワ・フルモン - 漫画家
- シャルル・アナン - 政治家
- ジャン・ジャボ - 技術者
- ジョゼフ・ニュスボー - 建築家
- ブリジット・オリヴィエ - 柔道選手
- フィル - 漫画家
- リュック・タンプリエ - 作家